# ドイツ地方警察特別出動コマンド

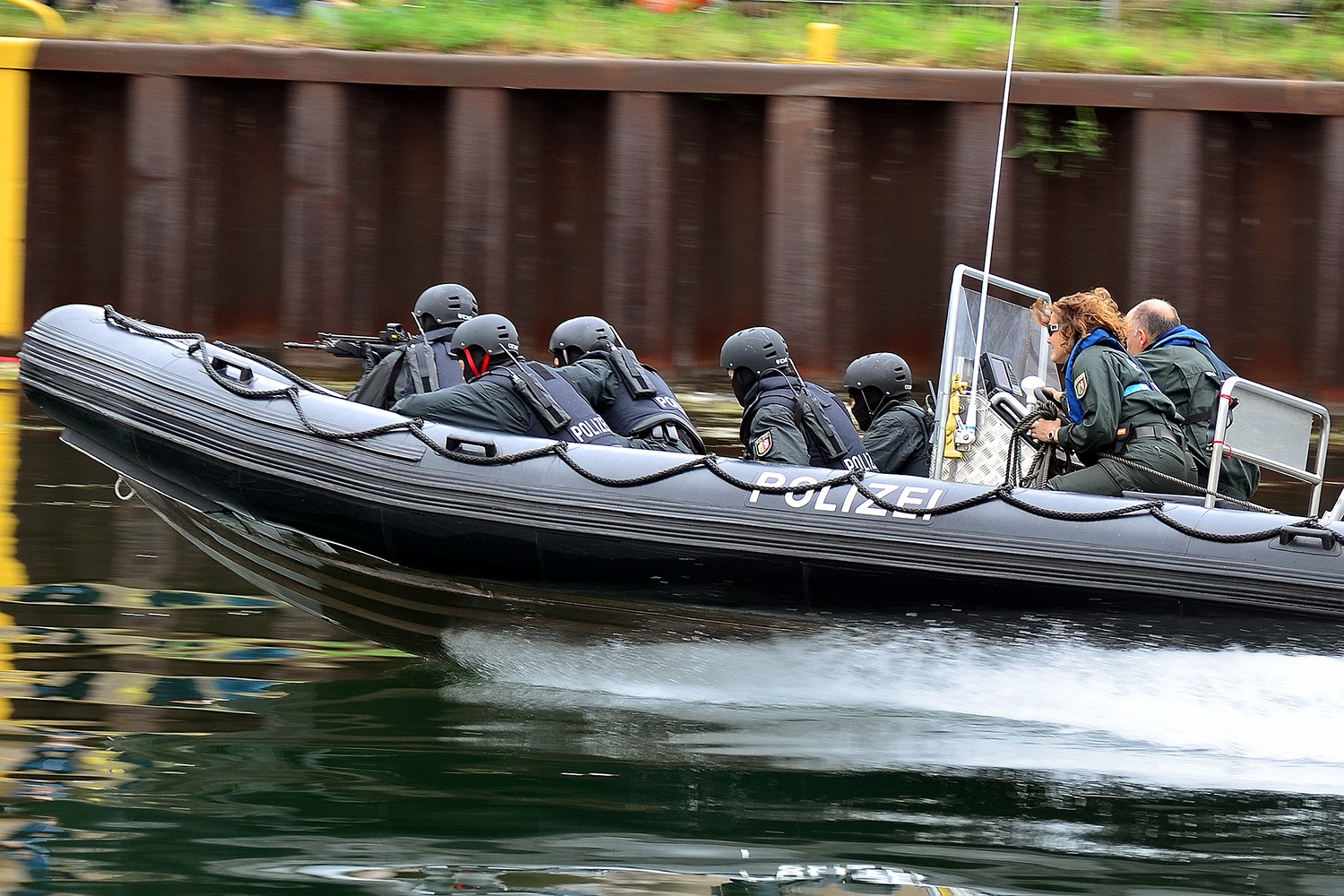
SEK隊員

ドイツ地方警察特別出動コマンド（ドイツちほうけいさつとくべつしゅつどうコマンド、ドイツ語：Spezialeinsatzkommandos）とは、ドイツの地方警察（州警察）に所属する特殊部隊のこと。
通称「SEK」（ドイツ語読みエスエーカー、英語読みエスイーケー）と呼ばれている。

## 概要
ドイツ各地の州警察に編成されており、人質立てこもり事件、誘拐事件等の対処や、要人警護を主要な任務としている。なお、重大なテロ事件（ハイジャック事件等）が発生した際は、ドイツ連邦警察局に所属する特殊部隊「GSG-9」が対処する。
バイエルン州警察のSEKは、管内に山岳地帯が多く含まれるため、隊内に山岳チームが編成されている。
また、ブレーメン州警察とハンブルク州警察のSEKは、管内に河川が多く含まれているため、隊内に潜水チームが編成されている。
一部の州のSEKには、専門交渉グループ（Verhandlungsgruppen、通称VGs）が編成されており、人質立てこもり事件等が発生した際、犯人との交渉（説得）を担当する。
また、SEKには少数だが、女性隊員も存在する。
SEKは、自動式拳銃、短機関銃、自動小銃、狙撃用ライフル、各種突入用機材など、様々な装備を保有している。

## 備考
ドイツ海軍にはSEK M (エスエーカー・エム、Spezialisierte Einsatzkräfte Marine = 海軍特別出動部隊) という特殊部隊が存在するが、警察のSEKとは略称が似ているだけで、直接の関係はない。SEK M の編制にはコンバットダイバー、機雷除去ダイバー、臨検チームが含まれている。